# Clatskanie
Clatskanie is een plaats (city) in de Amerikaanse staat Oregon, en valt bestuurlijk gezien onder Columbia County.

## Demografie
Bij de volkstelling in 2000 werd het aantal inwoners vastgesteld op 1528. In 2006 is het aantal inwoners door het United States Census Bureau geschat op 1645, een stijging van 117 (7,7%).

## Geografie
Volgens het United States Census Bureau beslaat de plaats een oppervlakte van 3,1 km², geheel bestaande uit land. Clatskanie ligt op ongeveer 299 m boven zeeniveau.

## Plaatsen in de nabije omgeving
De onderstaande figuur toont nabijgelegen plaatsen in een straal van 24 km rond Clatskanie.

## Geboren in Clatskanie
- Raymond Carver (1938-1988), schrijver